# 20. новембар
20. новембар (20.11.) је 324. дан године по грегоријанском календару (325. у преступној години). До краја године има још 41 дан.

## Догађаји
- 284 — Диоклецијан изабран за римског цара. Његовим доласком на престо започиње период познат као Позна антика
- 1780 — Велика Британија је објавила рат Холандији, након што је утврдила да холандски бродови снабдевају америчке побуњенике француским и шпанским оружјем.
- 1818 — Јужноамерички револуционар и државник Симон Боливар објавио је независност Венецуеле од Шпаније.
- 1873 — Два града на десној и левој обали Дунава, Будим и Пешта спојени су у један и формирали мађарску престоницу Будимпешту.
- 1917 —

- Украјина је проглашена републиком.
- Почела је бици код Камбреја у Првом светском рату.

- 1918 — Српска војска је ослободила Сплит.
- 1923 — Гарет Морган је патентирао први аутоматски семафор.
- 1924 — У Турској је угушена побуна Курда, чија је територија уговором у Лозани после Првог светског рата, подељена између неколико држава.
- 1945 —

- У Нирнбергу је пред Међународним војним судом почело суђење нацистичким ратним злочинцима у Другом светском рату, на којем је први пут у историји један међународни форум осудио агресију као злочин против човечанства и казнио виновнике. После десет месеци, 12 оптужених осуђено је на смрт, тројица на доживотну робију, четворица на затвор од 10 до 20 година, а тројица су ослобођена.
- Савезничка Контролна комисија дала је дозволу за пресељење шест милиона Немаца из Аустрије, Пољске и Мађарске у Западну Немачку.

- 1952 — Први званични путнички лет преко Северног пола из Лос Анђелеса у Копенхаген.
- 1959 —

- Генерална скупштина УН је усвојила Декларацију о правима детета, којом су прокламована једнака права за сву децу, без обзира на расу, веру, порекло и пол.
- У Стокхолму су Велика Британија, Норвешка, Шведска, Данска, Аустрија, Португал и Швајцарска потписале конвенцију о формирању ЕФТА (Европско удружење слободне трговине).

- 1980 — У Кини је почело суђење "четворочланој банди", коју је предводила Ђанг Ћинг, удовица председника Мао Цедунга. Они су оптужени за издају и злочине током Културне револуције 1966-76.
- 1980 — Језеро Пењор у Луизијани је нестало када су рудари који су тражили нафту случајно пробушили таван подземног рудника соли.
- 1991 — У Вуковару, ЈНА је одвела око 260 особа из болнице у правцу пољопривредног добра Овчара, после чега им се губи траг .[1]
- 1995 — На председничким изборима у Пољској кандидат левице, бивши комуниста Александар Квасњевски победио је дотадашњег шефа државе Леха Валенсу.
- 1998 — Са космодрома у Бајконуру Русија је лансирала Зарју, први модул Међународне свемирске станице.
- 2001 — На општим изборима у Данској социјалдемократе су први пут после 80 година изгубиле власт. Победили су либерали Андерса Фога Расмусена.
- 2002 — Савет за радиодифузију Турске предложио је државном радију и телевизији да почну са емитовањем емисија на, раније забрањеном, курдском језику, што је корак напред ка чланству у ЕУ.
- 2003 — У експлозији аутомобила-бомби у Истанбулу у близини британског конзулата и испред представништва лондонске банке ХСБЦ, погинуло је 27 особа, међу којима је и генерални конзул Велике Британије Роџер Шорт, а више од 450 људи је повређено.

## Рођења
- 1874 — Брана Цветковић, српски глумац, редитељ, управник позоришта, сценограф, карикатуриста, илустратор, преводилац, дечји песник и приповедач. (прем. 1942)[2]
- 1880 — Михаил Џавахишвили, грузински и совјетски писац (ум. 1937)
- 1889 — Едвин Хабл, амерички астроном. (прем. 1953)
- 1902 — Ђанпјеро Комби, италијански фудбалски голман. (прем. 1956)
- 1907 — Анри Жорж Клузо, француски редитељ, сценариста и продуцент. (прем. 1977)
- 1916 — Евелин Киз, америчка глумица. (прем. 2008)
- 1923 — Надин Гордимер, јужноафричка књижевница и политичка активисткиња, добитница Нобелове награде за књижевност (1991). (прем. 2014)[3]
- 1925 — Маја Плисецка, руска балерина, кореографкиња и глумица. (прем. 2015)
- 1927 — Михаил Уљанов, совјетски и руски глумац. (прем. 2007)
- 1937 — Викторија Токарева, руска књижевница
- 1938 — Тома Здравковић, српски певач. (прем. 1991)
- 1939 — Игор Мандић, хрватски књижевни критичар, новинар, есејиста, фељтониста и полемичар. (прем. 2022)
- 1941 — Живко Николић, црногорски редитељ и сценариста. (прем. 2001)
- 1942 — Боб Ајнштајн, амерички глумац, комичар, сценариста и продуцент. (прем. 2019)
- 1942 — Норман Гринбаум, амерички музичар.
- 1953 — Халид Бешлић, босанскохерцеговачки певач
- 1959 — Шон Јанг, америчка глумица.
- 1964 — Борис Дежуловић, хрватски новинар и писац.
- 1968 — Пол Шеринг, амерички сценариста и редитељ.
- 1979 — Арпад Штербик, шпанско-мађарско-српски рукометаш.
- 1981 — Карлос Бузер, амерички кошаркаш.[4]
- 1981 — Андреа Рајзборо, енглеска глумица.
- 1982 — Јована Николић, српска певачица.
- 1988 — Душан Тадић, српски фудбалер.
- 1995 — Ђорђе Ивановић, српски фудбалер.
- 1999 — Марија Жежељ, српска певачица и модел.
- 2002 — Медисин Шипман, америчка глумица.

## Смрти
- 1847 — Јоаким Вујић, српски књижевник (рођ. 1772)[5]
- 1861 — Милош Јевремов Обреновић , отац краља Милана Обреновића (рођ. 1829)
- 1868 — Узун Мирко Апостоловић, српски устаник и војвода (рођ. 1782)
- 1894 — Антон Григорјевич Рубинштајн, руски композитор и пијаниста. (рођ. 1829)
- 1910 — Лав Толстој, руски писац и мислилац (рођ. 1828)[6]
- 1914 — Димитрије Туцовић, истакнути теоретичар и вођа социјалистичког покрета у Краљевини Србији, погинуо као резервни официр српске војске у Првом светском рату (рођ. 1881)
- 1935 — Џон Џелико, британски адмирал и државник. (рођ. 1859)
- 1936 — Хозе Антонио Примо де Ривера, шпански револуционар, оснивач фаланге.
- 1936 — Буенавентура Дурути, шпански револуционар и анархиста (рођ. 1896)
- 1942 — Брана Цветковић, српски глумац, редитељ, управник позоришта, сценограф, карикатуриста, илустратор, преводилац, дечји песник, приповедач. (рођ. 1874)[2]
- 1945 — Франсис Вилијам Астон, енглески физичар. (рођ. 1877)
- 1975 — Франсиско Франко, шпански диктатор (рођ. 1892)
- 1978 — Ђорђо де Кирико, италијански сликар (рођ. 1888)
- 1997 — Станислава Пешић, филмска, позоришна и телевизијска глумица (рођ. 1941)
- 2003 — Радивоје Вицан Вицановић, познати фото-репортер и фотограф. (рођ. 1948)
- 2007 — Ијан Смит, родезијски премијер и пилот (рођ. 1919)
- 2007 — Славко Симић, српски глумац. (рођ. 1924)
- 2012 — Иван Кушан,  хрватски писац, сликар, преводилац. (рођ. 1933)[7]
- 2020 — Иринеј, патријарх Српске православне цркве. (рођ. 1930)
- 2021 — Мерима Његомир, српска певачица народне музике. (рођ. 1953)

## Празници и дани сећања[уреди | уреди извор]
Српска православна црква данас слави
- Света 33 мученика у Мелитини
- Преподобни Лазар Галасијски
- Свети мученици Јерон с дружином
- Свети мученици Тесалоникија са Авктом и Таврионом
- Свети мученици Меласип, Касинија и Антонин; Свети мученик Александар
- Свети мученици Вострикије и Дукитије; Свети мученик Атинодор